# Bataille de la Fosse-à-l'Eau
Première Guerre mondiale
Batailles
Front d'Europe de l’Ouest
- Liège (8-1914)
- Namur (8-1914)
- Frontières (8-1914)
- Anvers (9-1914)
- Grande Retraite (9-1914)
- Marne (9-1914)
- Course à la mer (9-1914)
- Yser (10-1914)
- Messines (10-1914)
- Ypres (10-1914)
- Givenchy (12-1914)
- 1re Champagne (12-1914)
- Hartmannswillerkopf (1-1915)
- Neuve-Chapelle (3-1915)
- 2e Ypres (4-1915)
- Colline 60 (4-1915)
- Artois (5-1915)
- Festubert (5-1915)
- Quennevières (6-1915)
- Linge (7-1915)
- 2e Artois (9-1915)
- 2e Champagne (9-1915)
- Loos (9-1915)
- Verdun (2-1916)
- Redoute Hohenzollern (3-1916)
- Hulluch (4-1916)
- 1re Somme (7-1916)
- Fromelles (7-1916)
- Arras (4-1917)
- Vimy (4-1917)
- Chemin des Dames (4-1917)
- 3e Champagne (4-1917)
- 2e Messines (6-1917)
- Passchendaele (7-1917)
- Cote 70 (8-1917)
- 2e Verdun (8-1917)
- Malmaison (10-1917)
- Cambrai (11-1917)
- Bombardements de Paris (1-1918)
- Offensive du Printemps (3-1918)
- Lys (4-1918)
- Aisne (5-1918)
- Bois Belleau (6-1918)
- 2e Marne (7-1918)
- 4e Champagne (7-1918)
- Château-Thierry (7-1918)
- Le Hamel (7-1918)
- Amiens (8-1918)
- Cent-Jours (8-1918)
- 2e Somme (9-1918)
- Bataille de la ligne Hindenburg
- Meuse-Argonne (10-1918)
- Cambrai (10-1918)

Front italien
Front d'Europe de l’Est
Front des Balkans
Front du Moyen-Orient
Front africain
Bataille de l'Atlantique
La bataille de la Fosse-à-l'Eau dite bataille de Launois ou bataille de Signy-l'Abbaye-Rethel fut une bataille de la Première Guerre mondiale qui eut lieu les 28 et 29 août 1914, après la retraite de Charleroi, près du village de la Fosse-à-l'Eau situé entre Launois-sur-Vence et Thin-le-Moutier dans les Ardennes.

## Déroulement
A la fin du mois d'août 1914, l'armée française est battue en Belgique et se replie très rapidement. La troisième armée allemande du général saxon Max von Hausen entre dans les Ardennes, par Rocroi (Gué-d'Hossus) et par la pointe de Givet (Haybes, Fumay et Renwez) ; elle reçoit l'ordre de foncer sur Launois-sur-Vence, pour tenir la route nationale 51 (de Reims à Mézières) et la voie ferrée de Reims à Charleville, et couper ainsi la route de retraite de l'Armée française.
Pour y parvenir le 9e Corps d'Armée saxon s'engouffre, le 28 août dans le couloir libre entre les forêts de Signy-l'Abbaye et de Froidmont et arrive à Signy-l'Abbaye venant de Marlemont et de Lépron-les-Vallées ; il arrive à Thin-le-Moutier, venant de Renwez par Saint-Marcel et Clavy, brûlant au passage le hameau de Warby.
Devant le danger de cette attaque qui compromettrait le repli de l'armée française, le général Dubois donne l'ordre à la Division marocaine du général Humbert d'arrêter coûte que coûte et le plus longtemps possible l'armée allemande dans le secteur de Signy-l'Abbaye, Thin-le-Moutier. L'attaque saxonne se déclenche sur trois axes : de Signy vers Dommery, de Librecy vers les hameaux de Courcelles, la Vaux-Gravier et Mézancelles, et de Thin-le-Moutier vers la Fosse à l'Eau.
Les combats dureront deux jours, ils seront particulièrement durs et meurtriers, surtout à Dommery, pris et repris plusieurs fois.
Zouaves, tirailleurs algériens et « marsouins » de la Division marocaine y subirent de lourdes pertes (1 200 tués ou disparus et plus de 3 000 blessés dont deux colonels et huit commandants sur 12 000 hommes engagés) ; les pertes des troupes allemandes sont du même ordre. Le 29 août au soir, les troupes françaises recevront l'ordre de se replier.
Cette bataille de la « Fosse à l'Eau » aura fait perdre deux jours à l'offensive allemande, deux jours précieux qui donneront à l'Armée française le temps de se replier en bon ordre, avec armes et bagages,  et de se réorganiser pour mener la bataille de la Marne.

## Témoignages et récits sur la bataille
« Ce fut le 28 août 1914 à la Fosse-à-l'Eau. L'ennemi débouchait de la forêt de Signy-l'Abbaye ; ordre fut donné à la Division d'arrêter sa marche. Alors zouaves et tirailleurs - en larges culottes blanches, ceinture bleue ou rouge, chéchia écarlate, - chargèrent l'ennemi, comme ils avaient l'habitude de le faire au Maroc, loyalement à découvert, les officiers en tête. Et si impétueux fut leur élan, si héroïque leur charge que l'ennemi plia et que la première rencontre fut une première victoire. Lorsque dans la nuit, sur ordre, la Division quitta la Fosse-à-l'Eau, l'ennemi n'osa pas la poursuivre et ce n'est que le lendemain, tard dans la matinée, que les Allemands lancèrent leurs colonnes d'assaut sur les ruines du village de Launoy. Le choc avait été rude, sabre à la main, chargeant héroïquement à la tête de leurs bataillons, les commandants Clerc, Britsch, Mignerot et Sauvageot étaient tombés. Le capitaine Muller, mortellement atteint, passe à un tirailleur les papiers de sa compagnie ; celui-ci tend la main droite, une balle lui brise le poignet ; alors tranquillement le tirailleur prend de la main gauche les papiers précieux, et va les porter à son lieutenant avant de songer à se faire panser. L'artillerie avait pris à la lutte une part active ; jusque sur les crêtes de la Fosse-à-l'Eau, ses batteries étaient venues se mettre en position, presque mêlées aux premières lignes d'infanterie. »
— Pages de gloire de la Division marocaine 1914-1918, 1919

## Le mémorial
Les autorités allemandes érigèrent entre Thin-le-Moutier et la Fosse à l'Eau, un monument à la mémoire des combattants qui y ont trouvé la mort ; il fut inauguré le 29 mai 1915 par Frédéric-Auguste III, le Kronprinz de Saxe.
En 1932, le général Paul Chrétien, président général du Souvenir Français crée une plaque commémorative citant les régiments de la Division marocaine qui participèrent aux combats. Cette plaque est tout d'abord fixée sur le monument privé de la famille Singery, puis en l'an 2000, elle sera apposée sur le socle en pierre aménagé par le comité local du Souvenir Français, près du monument allemand. En 2013, une stèle complétera cet édifice installée par le même comité. Elle sera inaugurée le 7 septembre 2013.